# Cinetorhynchus manningi
Cinetorhynchus manningi är en kräftdjursart som beskrevs av Okuno 1996. Cinetorhynchus manningi ingår i släktet Cinetorhynchus och familjen Rhynchocinetidae. Inga underarter finns listade i Catalogue of Life.